# Kojima Motoshige
Kojima Motoshige est un nom japonais traditionnel ; le nom de famille (ou le nom d'école), Kojima, précède donc le prénom (ou le nom d'artiste).
Kojima Motoshige (小島 職鎮, ?-?) est un samouraï de l'époque Sengoku au service du clan Uesugi. Avant de se joindre aux Uesugi, Kojima est vassal du clan Jinbo mais est exilé sous le soupçon de collusion avec un clan ennemi. Kojima tente de se réfugier dans un temple de la province de Hida mais lorsque le temple est incendié en 1560, il est contraint de déménager à nouveau. Il rejoint finalement les Uesugi et on croit qu'il assassine Shiina Yasutane sur l'ordre de Uesugi Kenshin en 1576, comme condition de son emploi.

## Source de la traduction
- (en) Cet article est partiellement ou en totalité issu de l’article de Wikipédia en anglais intitulé « Kojima Motoshige » (voir la liste des auteurs).